# Sergio Aquino
Sergio Aquino (Clorinda, 21 settembre 1979) è un ex calciatore paraguaiano, di ruolo centrocampista.

## Palmarès
- Campionato paraguaiano: 6

Cerro Porteño: 2001, 2004
Libertad: 2006, 2007, Apertura 2008, Clausura 2008